# Allan-Bo Andresen
Allan Bo Andresen (Århus, 19 februari 1972) is een Deens voormalig wielrenner. Hij reed voor onder meer Team Fakta, Bankgiroloterij en Designa Køkken.

## Palmares
1999
GP Bodson
2001
1e etappe Ster Elektrotoer

### Resultaten in voornaamste wedstrijden
| Jaar | Parijs-Roubaix | Nokere Koerse | Scheldeprijs | Dwars door Vlaanderen |
| ---- | -------------- | ------------- | ------------ | --------------------- |
| 2002 |                | 76e           | 43e          | opgave                |
| 2003 |                |               |              | opgave                |
| 2004 | opgave         |               |              |                       |
| 2005 |                |               |              |                       |
| 2006 |                |               |              | opgave                |

Wielerploegen van Allan-Bo Andresen
Andresen ·
Foghmar · 
Hansen ·
C. Holm · 
M. Holm ·
Jonasson ·
Kristensen ·
Lohse ·
Nielsen · 
Sørensen · 
Østergaard
Andresen ·
Hansen ·
Holm · 
Jonasson ·
Kristensen ·
Kryger ·
Ljungqvist ·
Meinert-Nielsen ·
Nielsen · 
Sonne ·
Sørensen
Andresen ·
Arvesen ·
Hansen ·
Johansen · 
Kristensen ·
Kyneb · 
Lhoir ·
Ljungqvist ·
Lochowski ·
Nielsen · 
Petersen ·
Skelde ·
Sonne ·
Sunderland ·
Vestøl ·
Bak (stagiair) ·
Ingeby (stagiair) ·
Wilson (stagiair) 
Andresen ·
Arvesen ·
Bäckstedt ·
Bak ·
Johansen · 
Jørgensen · 
Kristensen ·
Lhoir ·
Ljungqvist ·
Lochowski ·
Petersen ·
Rasmussen · 
Skelde ·
Sonne ·
Sunderland ·
Vestøl
Andresen ·
Arvesen ·
Bäckstedt ·
Bak ·
Grönqvist ·
Høj ·
Johansen · 
Jørgensen · 
Modin ·
Nielsen ·
Petersen ·
Rasmussen ·
Reihs ·
Riebenbauer · 
Rittsel ·
Skelde ·
Sunderland ·
Vestøl ·
Winn
Andresen (tot 25/04) · Bäckstedt · Baldato · Bertolini · Caucchioli · Ferrara · Furlan · Hvastija · Ivanov · Jørgensen · Ljungqvist · Lunghi · Miholjević · Møller · Moreni · Noè · Pellizotti · Rastelli · Skelde · Sunderland · Tafi
Andresen ·
Bak ·
Blijlevens ·
Bos ·
ten Dam ·
van Dulmen ·
Engels ·
Johansen ·
van Katwijk ·
Kemna ·
van der Kooij ·
Petersen ·
Pronk ·
Smink ·
van der Ven ·
Vries · 
van der Wal